# 165 (število)
165 (stó petinšéstdeset) je naravno število, za katero velja 165 = 164 + 1 = 166 - 1.
165 je:
- samoštevilo
- klinasto število
- tetraederno število